# Ezra Vogel
Pour les articles homonymes, voir Ezra et Vogel.
Ezra Vogel est un sinologue américain, né le 11 juillet 1930 à Delaware dans l'Ohio et mort le 20 décembre 2020 à Cambridge dans le Massachusetts. Il a été professeur en sciences sociales, et a écrit plusieurs essais sur le Japon, la Chine et l'Asie en général.

## Biographie
Ezra Feivel Vogel est né en 1930 à Delaware dans l'Ohio. Il étudie à  l'université Harvard, où il obtient son doctorat en 1958. Il enseigne les sciences sociales à Harvard de 1967 à 2000. Il meurt le 20 décembre 2020, à 90 ans au Mount Auburn Hospital à Cambridge.

## Publications
- Japan's new middle class : the salary man and his family in a Tokyo suburb, 1963
- Canton under communism : programs and politics in a provincial capital, 1949-1968, 1969
- Modern Japanese organization and decision-making, 1975
- Japan as Number One: Lessons for America, 1979. En français : Le Japon médaille d'or : leçons pour l'Amérique et l'Europe
- Responding to the Japanese challenge,1981
- Comeback, case by case : building the resurgence of American business, 1985
- The Four Little Dragons, 1991